# St. Mariä Himmelfahrt (Gladbach)

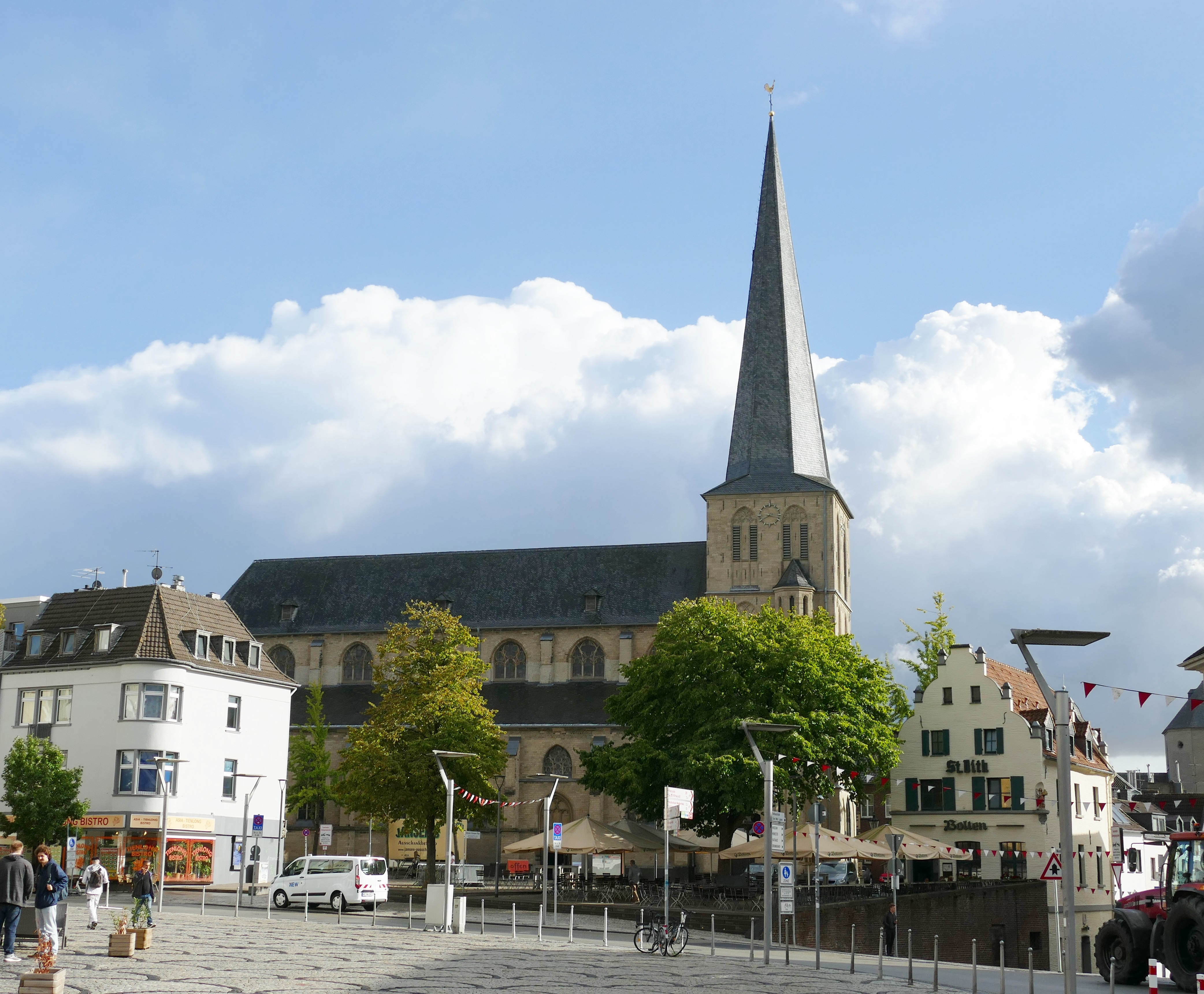
St. Mariä Himmelfahrt vom Alten Markt gesehen (2022)

Die römisch-katholische Kirche St. Mariä Himmelfahrt steht in Mönchengladbach (Nordrhein-Westfalen) im Stadtteil Gladbach, Kirchplatz 14. Sie wurde im 15./16. Jahrhundert erbaut, Vorgängerbauten an gleicher Stelle gab es schon seit dem 13. Jahrhundert. Die Kirche war katholische Hauptpfarrkirche von Mönchengladbach, bis sie 2006 zur Citykirche umgewidmet wurde. Als solche ist sie werktags geöffnet und es steht in der Regel ein Geistlicher für Gespräche bereit. Zugleich versteht sich das Gotteshaus als Kunstkirche, in welcher Werke mehrerer moderner Künstler zu finden sind. Seit dem 5. Februar 1992 ist sie unter Nr. K 055 in der Denkmalliste der Stadt Mönchengladbach verzeichnet.

## Geschichte

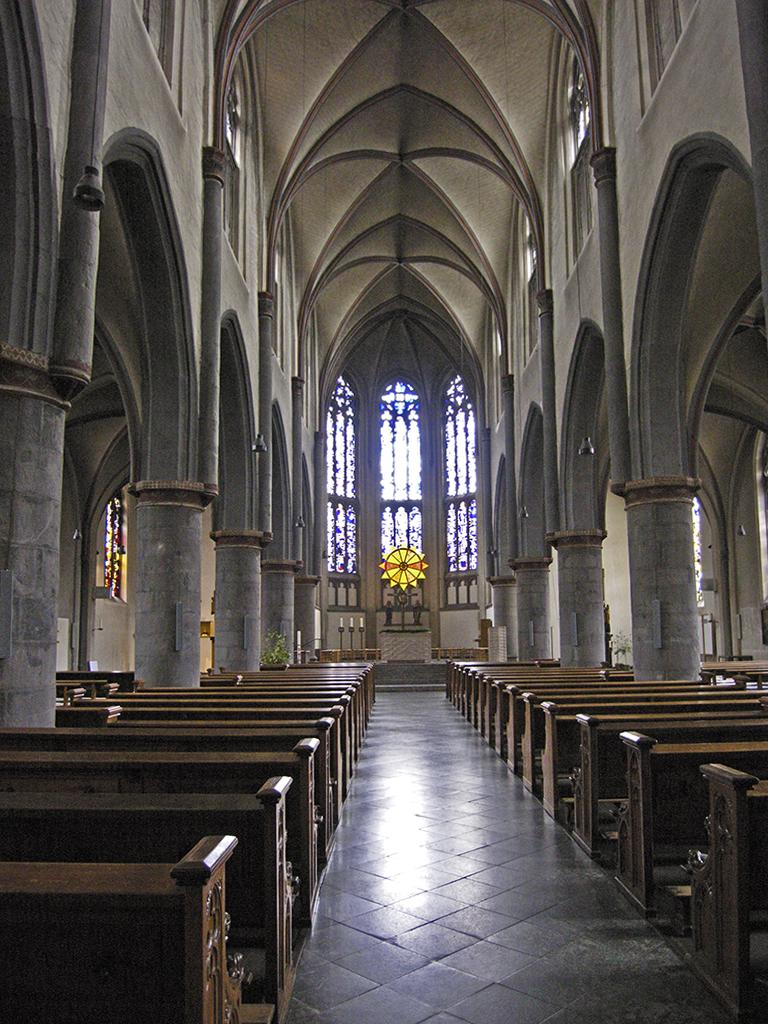
Inneres (Zustand 2005, noch mit Kirchenbänken)

Die Kirche St. Mariä Himmelfahrt liegt auf dem plateauartig abgeflachten Abteiberg im Kern der Altstadt. Um 1200 wurde an der heutigen Stelle erstmals eine romanische Kirche errichtet. Diese diente als Pfarrkirche, während das nahegelegene Münster Abteikirche war. 1243 wurde die Pfarrkirche an die Abtei angegliedert, so dass Mönche die Seelsorge übernahmen. Nach einem großen Brand 1343 wurde die Pfarrkirche wieder aufgebaut.
Am 9. August 1469 wurde der Grundstein für eine neue, größere Pfarrkirche anstelle des romanischen Baus gelegt. Der Grundstein ist heute noch in der Kirche zu sehen (vgl. unten unter Inschriften). 1533 war der spätgotische Kirchenbau vollendet, der äußerlich im Wesentlichen der heutigen Citykirche entsprach. Als 1802 die französischen Besatzer die Abtei auflösten, kam für St. Mariä Himmelfahrt der Name Hauptpfarrkirche auf. Ab 1880 wurde die Kirche renoviert, große Teile der barocken Ausstattung wurden entfernt und zwei Seitenkapellen am Turm angebaut. Im Zweiten Weltkrieg wurde die Kirche 1943/1944 bis auf die Außenmauern zerstört. Innerhalb der nächsten zwanzig Jahre wurde der Bau wiederhergestellt.
2006 zwang die Finanzkrise des Bistums Aachen die Pfarrgemeinde zur Entscheidung, ob sie die Hauptpfarrkirche oder das Münster als Pfarrkirche behalten wollte. Man entschied sich für das Münster. Die Hauptpfarrkirche wurde am 8. Januar 2006 zur Citykirche umgewidmet. Seitdem ist sie keine Gemeindekirche mehr, sondern eine offene Kirche für alle Passanten und ein Ort des Verweilens, der Begegnung und der Kultur. Zunächst stark sanierungsbedürftig, konnte ein Bauverein 2006–2013 die Citykirche mit hohem Aufwand wiederherstellen.

## Architektonische Baubeschreibung

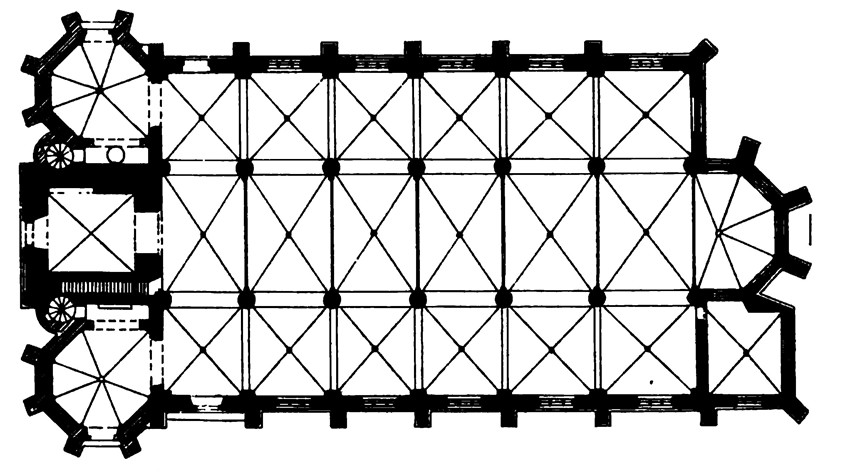
Grundriss der Kirche (1896)

Die Kirche ist eine dreischiffige, spätgotische Basilika mit sechs Langhausjochen und Kreuzrippengewölben auf Rundpfeilern. Im Osten schließt ein platt geschlossener Chor mit 5/8-Schluss das Gebäude ab. An der Nordseite findet sich ein um 1890 nachträglich eingefügtes Hauptportal. Das Maßwerk der Westseite ist neu eingesetzt. Obergaden und Seitenschifffassaden werden durch gestufte Strebepfeiler und Lanzettbogenfenster mit dreibahniger Maßwerkteilung gegliedert.
Im Westen steht ein vorgesetzter viergeschossiger Turm über quadratischem Grundriss. Der Turm besitzt einen achtseitig gebrochenem Turmhelm und ist flankiert von zwei neugotischen polygonalen Seitenkapellen. Der Turm wird durch Gesimse horizontal und durch spitzbogige dreibahnige Blendfenster bzw. Schallluken vertikal gegliedert. Zwischen den Seitenkapellen ist je ein rundes Treppentürmchen angeordnet, das mit seinem Dach bis knapp in das Glockengeschoss reicht. 
Das Mittelschiff trägt ein steiles Satteldach mit Abwalmung über dem Chor und insgesamt sieben Dachgauben. Die Seitenschiffe zeigen flacher gelegte Pultdächer anstelle der früher steileren Seitenschiffsdächer, die den unteren Teil der Obergadenfenster – heute in Backstein sichtbar – verdeckten. Die Turmseitenkapellen besitzen polygonale Turmhelme. Südlich des Chors liegt in Verlängerung des südlichen Seitenschiffs ein auf etwa quadratischem Grundriss errichteter Sakristeianbau mit Walmdach, das aus dem Pultdach des Seitenschiffs entwickelt ist. Alle Dächer sind mit Schiefer in altdeutscher Deckung eingedeckt.
Im Innern findet sich über dem Mittelschiff ein Kreuzrippengewölbe. Das Gewölbe des Turmuntergeschosses ist durch eine Flachdecke ersetzt. Zwischen Turm und Mittelschiff wurde eine neue Orgelempore aus Stahlbeton eingebaut. Der Obergaden wird durch Spitzbogenarkaden auf kräftigen Rundpfeilern getragen. Die Seitenschiffe besitzen zwischen den kreuzgewölbten Jochen starke Gurte, die aus den außenseitigen Pfeilervorlagen ohne Kämpfer oder Kapitelle herauswachsen, über den Arkadenpfeilern zum Mittelschiff jedoch auf den Kapitelldeckplatten beginnen. Die Gewölberippen selbst flankieren die breiten Wandvorlagen, wobei sie auf Kapitellen ruhen.
Wandpfeiler und Dienste besitzen gemeinsame dreiseitige Basen. Der 5/8-Chorschluss zeigt das auch an der Außenseite erkennbare Blendmaßwerk. In der Südostecke der Kirche ist auf einem Dienstkapitell des Seitenschiffs ein Drache dargestellt, der Dunkelheit, Neid und Bosheit verkörpert und damit an die Gegenwart des Teuflischen auch in der Kirche mahnt. Auf der gegenüberliegenden Nordostseite zeigt das Kapitell einen Adler (oder eine Taube?). Der Adler als König der Vögel wurde seit dem Mittelalter zunehmend auch als Christussymbol (Himmelfahrt Christi, Symbol des Evangelisten Johannes) verstanden und tritt dem Treiben des Bösen – in Gestalt des Drachen – entgegen.

## Inschriften
1. Unterhalb des Chormittelfensters befindet sich der Grundstein mit einer Aufschrift in erhabenen gotischen Minuskeln:

„in den jaren ons heren mcccclxix op s(an)c(t). lare(n)cius aue(n)t an ge + lacht“

Das „e“ von „gelacht“ steht außerhalb des eingetieften Schriftfeldes, „lacht“ steht in kleinen, eingetieften Minuskeln auf dem unteren Randstreifen.

Hochdeutsche Übersetzung: Im Jahre unseres Herren 1469 auf St.-Laurentius-Abend angelegt. Der Laurentiusabend ist der Abend vor dem Fest des heiligen Laurentius, also der 9. August.
2. Schriftband aus gotischen Minuskeln am südöstlichen Sakristeipfeiler:

„mcccccxxxiii“

Die Jahreszahl lautet: 1533
3. Vor den Pfeilern des Mittelschiffs stehen unterhalb der Orgelempore zwei barocke Weihwasserbecken aus rotem Marmor auf Balusterschaft mit attischer Basis, die von 1696 stammen. Auf dem Beckenrand steht jeweils die Inschrift in eingetieften Kapitalen:

HOC MONVMENTVM PRO DECORE DOMVS DEI POSVIT F:AMBROSIVS MANTEN SACEL(lanus) 1696

Deutsche Übersetzung: Dieses Monument stellte zur Zierde des Gotteshauses Bruder Ambrosius Manten, Kaplan, 1696 auf.

Die Inschrift des nördlichen Beckens ist teilweise zerstört. Der erwähnte Ambrosius Manten (1659–1718) war seit 1681 Benediktinermönch in Gladbach und seit 1717 Pfarrer.

## Orgeln

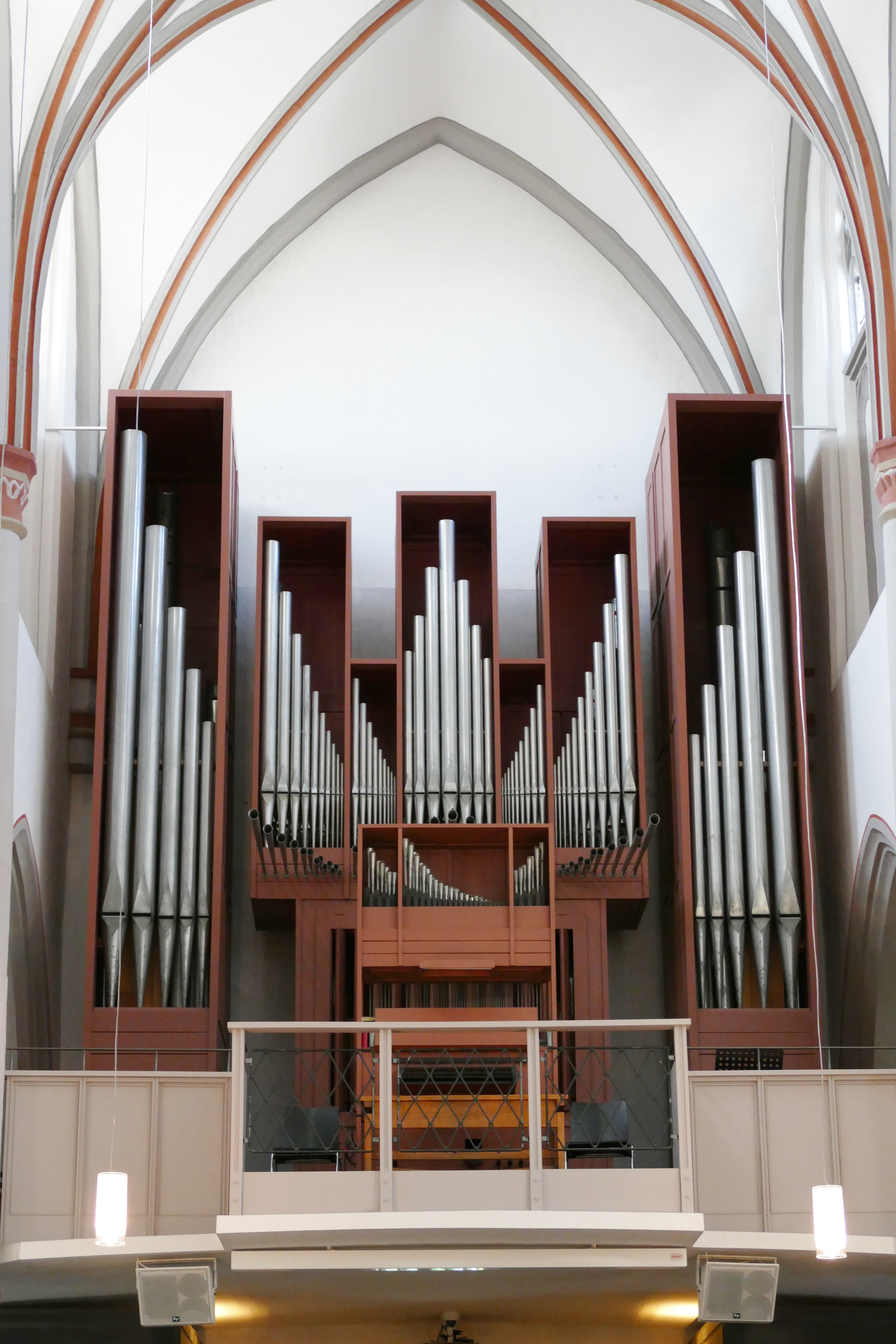
Die Lukas-Fischer-Orgel von 1975

1616 wird ein Orgelpositiv in der Kirche erwähnt. Mitte des 17. Jahrhunderts wurde eine neue Orgel (II/P/15) angeschafft, vielleicht erbaut von dem Kölner Orgelbauer Hieronymus Ruprecht. Dieses Werk wurde 1859 an eine andere Kirche verkauft, während St. Mariä Himmelfahrt eine neue Orgel (II/P/26) des Hildesheimer Orgelbauers Georg Stahlhuth erhielt. 1927 noch elektrifiziert, ließen die Bombenangriffe 1944 von diesem Werk nichts übrig. Die Firma Stahlhuth errichtete 1952 aus den Resten der Sonreck-Orgel des Mönchengladbacher Münsters von 1908 eine Notorgel, die 1969 wegen schlechter Materialqualität abgebrochen wurde. Darauf wurde 1975 die heutige Orgel von Orgelbauer Lukas Fischer, Rommerskirchen, erbaut. Das am 7. Dezember 1975 geweihte Instrument verfügt über 2354 Pfeifen in 32 Registern auf drei Manualen und Pedal. Die Besonderheit dieser Orgel ist ein über dem freistehenden Spieltisch aufgebänktes Teilwerk, ein sogenanntes Regalwerk, da zwei der vier Register Regale (d. h. kurzbecherige Zungenstimmen) sind. Dieses Teilwerk eignet sich besonders zur Darstellung alter Musik. Die Windführung des Regalwerks geht durch die vier Gehäusepfosten, während die Traktur durch Plexiglasröhren über dem Spieltisch geführt wird. Eine weitere Besonderheit ist das aus massiver Oregon-Pinie gefertigte Orgelgehäuse, das in einem kräftigen abgedeckten Rot gefasst ist. 2013 wurde die Orgel von der Firma Scholz Orgelbau, Mönchengladbach, von Grund auf überholt. Die von Lukas Fischer und Viktor Scholz aufgestellte Disposition lautet:
| I Hauptwerk C–g3 |                    |       |
| 1.               | Bordun             | 16′   |
| 2.               | Principal          | 8′    |
| 3.               | Rohrgedackt        | 8′    |
| 4.               | Octave             | 4′    |
| 5.               | Spitzflöte         | 4′    |
| 6.               | Quinte             | 2 ⁄3' |
| 7.               | Superoctave        | 2′    |
| 8.               | Mixtur IV          | 1 ⁄3' |
| 9.               | Zimbel III         | 1⁄2'  |
| 10.              | Spanische Trompete | 8′    |
|                  | Tremulant          |       |

| II Schwellwerk C–g3 |                   |        |
| 11.                 | Singend Principal | 8′     |
| 12.                 | Gedackt           | 8′     |
| 13.                 | Octave            | 4′     |
| 14.                 | Rohrflöte         | 4′     |
| 15.                 | Nasat             | 2 ⁄3'  |
| 16.                 | Flöte             | 2′     |
| 17.                 | Terz              | 1 3⁄5' |
| 18.                 | Mixtur V          | 2′     |
| 19.                 | Dulzian           | 16′    |
| 20.                 | Trompete          | 8′     |
|                     | Tremulant         |        |

| III Regalwerk C–g3 |            |     |
| 21.                | Scharff IV | 1′  |
| 22.                | Holzregal  | 16′ |
| 23.                | Apfelregal | 8′  |
| 24.                | Schalmei   | 4′  |
|                    | Tremulant  |     |

| Pedal C–f1 |               |     |  |
| 25.        | Principal     | 16′ |  |
| 26.        | Subbaß        | 16′ |  |
| 27.        | Oktave        | 8′  |  |
| 28.        | Pommer        | 8′  |  |
| 29.        | Gemshorn      | 4′  |  |
| 30.        | Hintersatz IV | 4′  |  |
| 31.        | Fagott        | 16′ |  |
| 32.        | Posaune       | 8′  |  |

- Koppeln: II/I, III/I, III/II, I/P, II/P, III/P
- Spielhilfen: 4 Setzerkombinationen, frei einstellbares Pleno
- Traktur: mechanische Spiel- und elektrische Registertraktur, Schleifladen
- Stimmung: Kirnberger III

Anmerkungen
1. 1 2  alt, aus der Notorgel 1952, ursprünglich Sonreck 1908
2. 1 2  Scholz 2013, ersetzt die vorherige, aus der Notorgel von 1952 übernommene Zungenstimme gleichen Namens

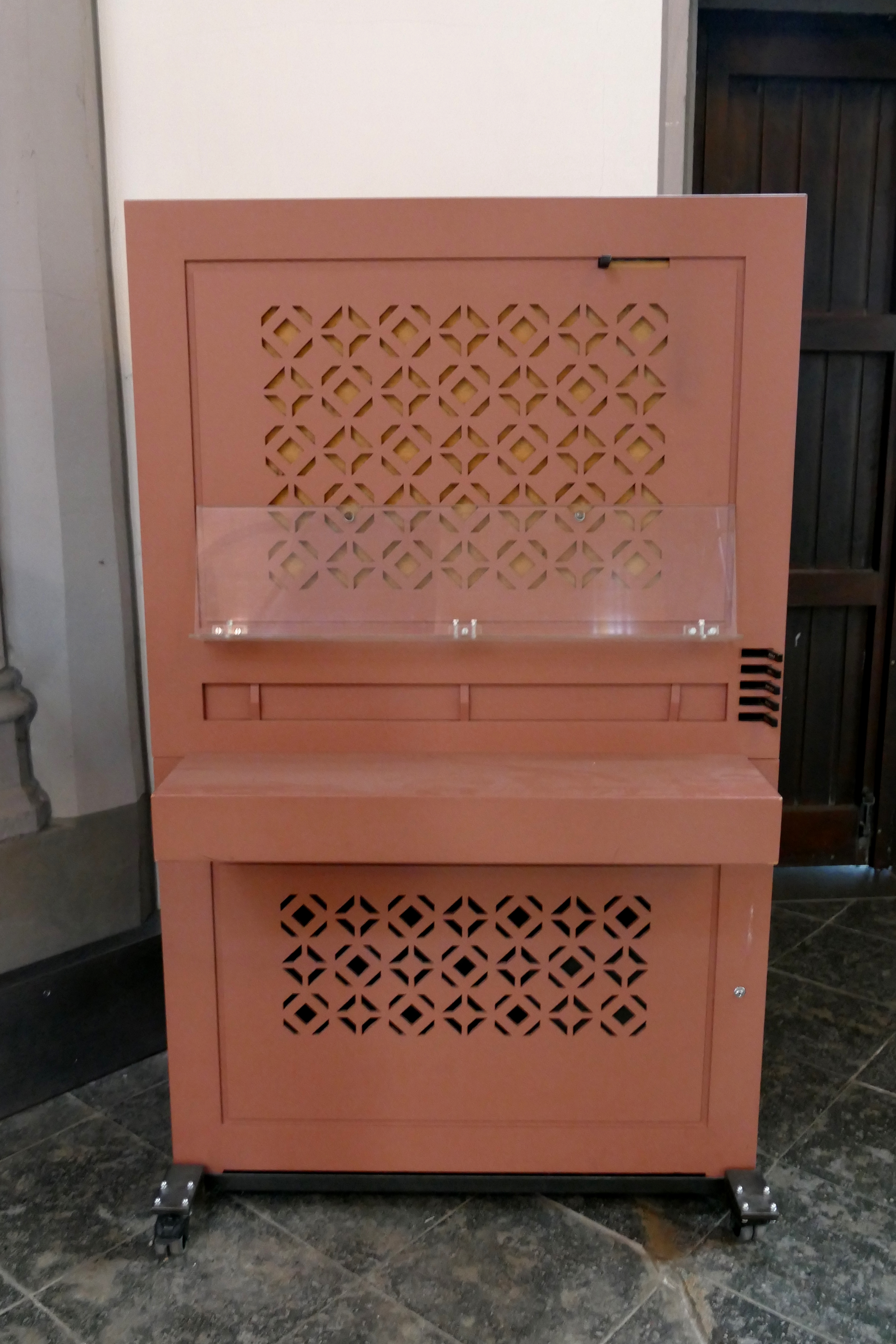
Das Lukas-Fischer-Positiv von 1981

1981 lieferte Lukas Fischer ein passend zur Hauptorgel in gedecktem Rot gefasstes Orgelpositiv mit folgender Disposition:
| Manual C–f3 |           |      |
| 1.          | Gedackt   | 8′   |
| 2.          | Rohrflöte | 4′   |
| 3.          | Prinzipal | 2′   |
| 4.          | Zimbel    | 1⁄2′ |
| 5.          | Regal     | 8′   |

- Traktur: Schleifladen, vollmechanisch